# Dig Records
Dig Records war ein 1955 gegründetes US-amerikanisches Musiklabel.
Dig Records, das ursprünglich Ultra Records hieß, wurde 1955 in Los Angeles von Frank Gallo, Eddie Mesner, Leo Mesner und Johnny Otis gegründet. Der Namenswechsel erfolgte im Februar 1956, wohl wegen der Existenz eines weiteren Labels namens Ultra. Die Mesner-Brüder waren auch die Besitzer des Labels Aladdin Records. Auf Dig Records erschienen insgesamt 41 Singles und vier Langspielplatten. Zu den Musikern, die auf dem Label veröffentlichten, gehörten außer Johnny Otis (Turtle Dove) Tony Allen (I Found an Angel), Billy Mann (Find Yourself Another Guy), Arthur Lee Maye (Wispering Wind, 1957), Larry Waters, Mel Williams, Preston Love, das Buddy Collette-Chico Hamilton Sextett (LP Tanganyika, 1956) und das Gerald Wiggins Trio (LP Wiggin with Wig, 1956). Im Jahr 1957 erwarb Johnny Otis den Alleinbesitz; die Aufnahmen des Labels wurden in der Reihe Dapper Cats, Groovy Tunes & Hot Guitars (Legendary Dig Masters) auf CD wiederveröffentlicht.